# Lathrolestes euryremus
Lathrolestes euryremus là một loài tò vò trong họ Ichneumonidae.